# Acquittement (informatique)
Pour les articles homonymes, voir Acquittement.
En informatique et en télécommunications, l'acquittement d'une donnée ou d'une information consiste à informer son émetteur de sa bonne réception. On utilise souvent le terme Ack pour un acquittement, ce terme correspond à l'équivalent anglais du terme : acknowledgment.
Il est possible d'émettre un « acquittement négatif »  (Nack) pour indiquer une mauvaise réception, ou aucune réception au bout d'un certain temps.
L'acquittement est notamment au cœur du protocole Go-Back-N ARQ utilisé par plusieurs protocoles de communication.

## Dans le cas de TCP
L'acquittement de TCP correspond à un paquet dont le flag ACK est activé. Par exemple, lors d'une initialisation d'une connexion TCP/IP, la poignée de main en trois temps, ce mécanisme est utilisé :
1. élément 1 Source  — SYN →   Destination
2. élément 2 Source  ← SYN / ACK —   Destination
3. élément 3 Source  — ACK →   Destination